# Sabinian (uzurpator)
Sabinian (Sabinianus) – rzymski namiestnik (prokonsul) w Afryce, którego zbuntowani Kartagińczycy mieli ogłosić cesarzem w 240 roku n.e.
Wspomniany w Historia Augusta jako przywódca prowincjonalnego stronnictwa utworzonego w opozycji wobec władzy Gordiana III, pokonany dzięki interwencji namiestnika Mauretanii. Wymieniony także przez Zosimosa jako „uzurpator”, którego ostatecznie sami Kartagińczycy wydali legalnemu cesarzowi dla zakończenia buntu i uzyskania przebaczenia. Charakter tej uzurpacji, która (w odróżnieniu od afrykańskiej rewolty Gordiana I) nie zyskała szerszego poparcia, pozostaje niejasny, zawierający wątpliwości i sporny wśród badaczy tego okresu. 